# Stellihorn
Lo Stellihorn (3.436 m s.l.m.) è una montagna delle Alpi del Mischabel e del Weissmies nelle Alpi Pennine.

## Descrizione
Si trova nel Canton Vallese (Distretto di Visp) nella Saastal ad est del Lago Mattmark.